# Giovanni Battista Frulli
Giovanni Battista Frulli, né en 1765 à Bologne et mort en 1837 dans la même ville, est un peintre néoclassique italien des XVIIIe et XIXe siècles.

## Biographie
Né à Bologne, il a suivi des études classiques pour ensuite étudier sous son oncle Nicola Toselli. Il a plus tard suivi Ubaldo Gandolfi à l'Académie des beaux-arts de Bologne où il a reçu prix plusieurs pour ses scènes nues. Il a participé à la décoration de plusieurs palais et domaines de la cour comme le Palazzo Hercolani, le Palazzo Gnudi, la Casa Burlatti et le Palazzo Ranuzzi (en). Il a aussi peint une pléthore de monuments pour le cimetière monumental de la Chartreuse de Bologne, mais dont seuls deux subsistent aujourd'hui. Il fut l'un des restaurateurs de L'Extase de sainte Cécile du peintre de la Renaissance Raffaello Sanzio qui fut déplacée à la Pinacothèque Nationale de Bologne. Il devint plus tard professeur à l'Académie où il a étudié et fut membre honoraire de l'Accademia di San Luca. Il est décédé en 1837 dans sa ville de naissance.